# جایزه گائودی
جایزه گائودی (کاتالونیایی: Premis Gaudí) نام جایزه اصلی سینمایی در سرزمین‌های کاتالان است که همه‌ساله در شهر بارسلون اسپانیا برگزار می‌شود.
این جایزه از سال ۲۰۰۹ میلادی توسط «آکادمی سینمای کاتالان» برپا شده است و تندیس آن را «مونتسه ریبه» با الهام از دودکش‌های ساختمان قدیمی کازا میلا اثر معمار برجستهٔ اسپانیایی آنتونی گادی طراحی نموده است.